# موتور تشمل نارويي
موتور تشمل نارويي (بالإنجليزية: Mowtowr-e Chamal Naruyi)‏ هي منطقة سكنية تقع في سيستان وبلوتشستان في إيران. يقدر عدد سكانها بـ 56 نسمة .